# 石垣山城
石垣山城（いしがきやまじょう）是位在日本神奈川縣小田原市的陣城跡。別名石垣山一夜城、太閤一夜城。國之史跡。

## 概要
豐臣秀吉在1590年（天正18年）的小田原之役之際，在小田原城西南3km的笠懸山（標高262公尺）山頂構築。在小田原城看不見之處築城，完成後砍伐周圍的樹木，北條氏側誤為一夜之間築城而大為驚訝，達成使敵人喪失戰意的効果（一夜城之名的由來），實際上並沒有達到效果，也沒有影響到著名的「小田原評定」。
1959年（昭和34年），以「石垣山」之名指定為國之史跡，現在整備成石垣山一夜城歴史公園。

## 歷史沿革
- 1590年（天正18年）小田原之戰之際隨著陣城而築城。
- 1923年（大正12年）關東大地震大部分石垣崩壊。
- 1959年（昭和34年）以「石垣山」之名被指定為國之史跡。

## 外部連結
- 石垣山一晚上的城公园（小田原市） （简体中文和繁体中文）